# 岩田橋
岩田橋（いわたばし）は、三重県津市の岩田川に架かる国道23号（伊勢街道）の橋である。

## 歴史・概要
初めて岩田橋が架橋された時期は不明であるが、江戸時代初期には木橋が架けられ、欄干が擬宝珠で装飾されていた。「参宮道中の橋に擬宝珠をつけたのは、瀬田の唐橋とこの岩田橋以外には天下にない」といわれていた。当時の橋の大きさは幅 三間（約5.4m）、長さ 三十六間（約65m）だった。
その後、何度か架け替え工事が行われたが、擬宝珠はその都度流用され、戦災で焼失するまで使用された。残った擬宝珠は津市が保管している。
現在の橋は1960年（昭和35年）に架け替えられ、その後車線が拡張されている。
- 北詰：三重県津市東丸の内（岩田橋北交差点：国道163号・三重県道508号津港線交点）
- 南詰：三重県津市本町（岩田橋南詰交差点）
- 車線数：6車線

## 沿線風景
岩田橋以北は省庁、本社支店などが存在し幅員50mの8車線道路である。また、橋の北詰には津市内唯一の百貨店津松菱がある。南詰西には百五銀行本店ビルがある。以南は中小商店などが存在している。